# Cryphia aequalis
Cryphia aequalis là một loài bướm đêm trong họ Noctuidae.